# Kokosova laguna
Kokosova laguna (eng. Cocos Lagoon) izgleda kao mali nepotpuni koraljni atol uz jugozapadnu obalu Guama u blizini sela Merizo. Proteže se oko 5.5 km u smjeru istok-zapad i 3.5 km u smjeru sjever-jug, pokrivajući područje veće od 10 km2.
Otoci Cocos i Babe nalaze se na vrhu južnog dijela koraljnog grebena Merizo i odvajaju Kokosovu lagunu od otvorenog oceana na jugu. Na istoku je laguna odvojena od grebena Achang uskim kanalom Manell koji vodi do zaljeva Achang. Na sjeverozapadu kanal Mamaon odvaja lagunu Cocos od glavnog otoka Guam i omogućuje pristup brodom do Meriza. Jugoistočno od kanala, sve do zaljeva Achang, greben nije odvije od glavnog otoka Guama. Duž zapadne strane koraljni greben se mjestimično otkriva, ali nema otoka.

## Daljnje čitanje
- National Centers for Coastal Ocean Science